# Max Angst
Pour les articles homonymes, voir Angst.
Max Angst, né le 3 juillet 1921 et mort le 21 janvier 2002, est un bobeur suisse notamment médaillé de bronze aux Jeux olympiques d'hiver de 1956 en bob à deux. Il est le frère du bobeur Heinrich Angst.

## Carrière
Aux Jeux olympiques d'hiver de 1956 organisés à Cortina d'Ampezzo en Italie, Max Angst est médaillé de bronze en bob à deux avec Harry Warburton et quatrième en bob à quatre avec Aby Gartmann, Harry Warburton et Rolf Gerber. Aux championnats du monde de 1960, également à Cortina d'Ampezzo, il remporte la médaille de bronze en bob à quatre avec Hansjörg Hirschbühl, Gottfried Kottmann et René Kuhl.

## Palmarès

### Jeux Olympiques
- : médaillé de bronze en bob à 2 aux JO 1956.

### Championnats monde
- : médaillé de bronze en bob à 4 aux championnats monde de 1960.